# Zygmunt Łobaczewski-Wnuczek
Zygmunt Prot Wawrzyniec Łobaczewski-Wnuczek herbu Jastrzębiec (ur. 10 września 1869 w Rymanowie, zm. 28 lutego 1937 w Dolinie) – pułkownik kawalerii Wojska Polskiego.

## Życiorys
Zygmunt Prot Wawrzyniec Łobaczewski-Wnuczek wywodził się z rodu Łobaczewskich herbu Jastrzębiec, używających przydomku „Wnuczek”. Urodził się 10 września 1869 w Rymanowie jako syn Erazma i Heleny z Rittelschildów. Jego rodzeństwem byli: Stanisław (ur. 1866, prawnik), Wawrzyniec (1875–1940, pułkownik kawalerii Wojska Polskiego, ofiara zbrodni katyńskiej), Maria Celestyna Helena.
Zygmunt Łobaczewski w 1888 zdał egzamin dojrzałości w C. K. Gimnazjum Męskim w Sanoku (był to historycznie pierwszy rocznik maturzystów w tej szkole; abiturientami byli wówczas także Włodzimierz Lewicki, Aleksander Stangenhaus). Przejął po ojcu majątek i został właścicielem majątku ziemskiego w Zagórzu. W 1911 jako właściciel tabularny wraz z wspólnikami posiadał 525 ha w Zagórzu (wcześniej w 1905 obszar 531,7 ha posiadał jego brat Stanisław). W 1909 obaj bracia byli uprawnieni do wyboru posła na Sejm Krajowy Galicji.
Na stopień podporucznika został mianowany ze starszeństwem z 1 stycznia 1892 roku w korpusie oficerów rezerwy piechoty. Posiadał przydział w rezerwie do 45 pułku piechoty w Przemyślu. W 1893 roku został przemianowany na oficera zawodowego i przydzielony do 45 pułku piechoty. Otrzymał starszeństwo z 1 maja 1894 roku w stopniu podporucznika. W 1895 roku został przeniesiony do korpusu oficerów kawalerii i przydzielony do 5 pułku dragonów w Marburgu. Na stopień porucznika został mianowany ze starszeństwem z 1 maja 1898 roku. Na stopień majora został mianowany ze starszeństwem z 1 lutego 1916 roku. Jego oddziałem macierzystym był 1 Galicyjski pułk ułanów.
27 maja 1919 roku został przydzielony do komisji asenterunkowej koni w Sanoku. 5 czerwca 1919 roku został formalnie przyjęty do Wojska Polskiego z byłej armii austro-węgierskiej, z zatwierdzeniem posiadanego stopnia podpułkownika ze starszeństwem z dniem 1 maja 1918 roku. 31 stycznia 1920 roku został przeniesiony do 8 pułku ułanów jako oficer nadetatowy z pozostawieniem na zajmowanym stanowisku inspekcyjnego oficera sztabowego kawalerii przy Dowództwie Okręgu Generalnego Grodno. 11 czerwca 1920 roku został zatwierdzony z dniem 1 kwietnia 1920 roku w stopniu podpułkownika, w kawalerii, w grupie oficerów byłej armii austriacko-węgierskiej. W latach 1920–1921 pełnił służbę w Dowództwie Okręgu Generalnego „Kraków”. Od 1 czerwca 1921 roku jego oddziałem macierzystym był nadal 8 pułk ułanów w Krakowie. 14 kwietnia 1921 roku został zatwierdzony z dniem 1 kwietnia 1920 roku w stopniu pułkownika, w kawalerii, w grupie oficerów byłej armii austriacko-węgierskiej. Z dniem 1 listopada 1921 został przeniesiony w stan spoczynku. 26 października 1923 roku Prezydent RP Stanisław Wojciechowski zatwierdził go w stopniu pułkownika jazdy (od 1924 roku – kawalerii). Na emeryturze mieszkał w Krakowie. W 1934 roku jako pułkownik stanu spoczynku kawalerii pozostawał w ewidencji Powiatowej Komendy Uzupełnień Nisko. Posiadał przydział do Oficerskiej Kadry Okręgowej Nr X i pozostawał w dyspozycji dowódcy Okręgu Korpusu Nr X. Zmarł 28 lutego 1937 w Dolinie, położonej pomiędzy Sanokiem a Zagórzem.

## Ordery i odznaczenia
- Krzyż Zasługi Wojskowej III klasy z dekoracją wojenną i mieczami
- Signum Laudis Brązowy Medal Zasługi Wojskowej na wstążce Krzyża Zasługi Wojskowej
- Krzyż za 25-letnią służbę wojskową dla oficerów
- Brązowy Medal Jubileuszowy Pamiątkowy dla Sił Zbrojnych i Żandarmerii
- Krzyż Jubileuszowy Wojskowy
- Krzyż Pamiątkowy Mobilizacji 1912–1913